# Плодоягодна
Плодоя́годна (рос. Плодоягодная, башк. Плодоягодный) — присілок (у минулому селище) у складі Бакалинського району Башкортостану, Росія. Входить до складу Бакалинської сільської ради.
Населення — 189 осіб (2010; 202 у 2002).
Національний склад:
- татари — 46 %

Старі назви — Бакалінський, Плодосовхоза.